# Kane y Lynch: Hombres Muertos
Kane & Lynch: Dead Men o Kane and Lynch: Dead Men (en español: Kane y Lynch: Hombres Muertos) Es un juego cooperativo de acción desarrollado por IO Interactive y publicado por Eidos Interactive para Xbox 360, PlayStation 3 y PC (Windows).
La historia del juego presenta el viaje violento y caótico de dos hombres -- un mercenario que quiere dejar atrás su pasado y un criminal esquizofrénico automedicado -- y de su actitud a veces brutal hacia lo correcto e incorrecto. Es considerado como una "secuela espiritual" de Freedom Fighters, también de IO's, debido a muchas similitudes en el estilo de control de juego, reclutamiento y manejo para las partidas, además de utilizar el mismo motor para ambos productos.
En 2010 apareció una segunda parte, Kane & Lynch 2: Dog Days. El título en sí puede ser traducido como «Días de Perro» o como «canícula»; e incluso como una referencia de doble sentido hacia ambas traducciones, de forma simultánea.

## Personajes del juego
A continuación se develan detalles importantes de la trama, junto con las características principales de los personajes del juego.

### Kane
De acuerdo con archivos del FBI en su sitio oficial, su nombre original es Adam Marcus. Trabajó originalmente como consultor para grandes compañías en Gran Bretaña, haciendo outsourcing (subcontratación) a otros países. Su vida relativamente normal da un giro fatal cuando su hijo de dos años, Stephen, encuentra su arma, se dispara con ella y muere. Dos semanas después del incidente, Kane no puede hacer frente a la terrible realidad, pues es culpado directamente de la tragedia por su esposa, así que huye del país y deja a su esposa e hija de 5 años en Inglaterra. Kane se hace mercenario, y después de seis años poniendo sus habilidades adquiridas al mejor postor, contacta con él un grupo misterioso conocido solamente como The 7 (Los 7), una hermandad de ilimitado poder. Los 7, un grupo de hermanos con gran anclaje en el mundo criminal (y fuera de él también), buscan alistar a Kane en sus filas y le prometen riquezas. Sin embargo, éstas vienen acompañadas de rigurosas reglas. Si son desobedecidas, se considera traición, y se paga con la muerte. Trabaja para esta organización mercenaria, narcotraficante y golpista durante trece años. Es desconocido donde o cómo Kane consiguió la cicatriz distintiva que atraviesa su frente a través de su ojo derecho y por abajo de su mejilla, aunque es posible que tenga algo que ver con sus relaciones con el señor del crimen Yakuza, Retomoto, ya que después de que Kane lo eliminara le corta su ojo derecho, dejándole una marca igual a la del rostro de Kane.
Cuando su trabajo para retirarse en Venezuela, un robo, sale terriblemente mal, todo su equipo termina muerto (o eso cree), mientras que él consigue escapar con la fortuna. Las autoridades lo capturan y lo condenan a muerte. En este momento Los 7 lo liberan solo para que recupere el botín del robo que había realizado. Una vez hecho esto, asesinarán a Kane, pero perdonarán a su familia. Este es el único incentivo que tiene Kane para realizar sus primeras acciones en el juego. Designan a Lynch como la persona que asistirá a Kane e informará sus pasos a Los 7. Cuando falla en su misión Los 7 asesinan a su esposa. Kane y lynch asesinan a dos de los hermanos y salvan a Jenny, la hija de Kane. A partir de entonces deciden emprender una venganza contra Los 7.
Kane, junto a Lynch, libera a un grupo de hombres que estaban en prisión y que trabajaron para Los 7, con el fin de que lo ayuden a eliminar a los hermanos restantes, a cambio de una recompensa. Kane y su grupo se unen a las Fuerzas Armadas Revolucionarias de Cuba, y después de luchar en La Habana contra grupos militares contrarrevolucionarios, logran desbaratar los planes de Los 7 de dar un Golpe de Estado en Cuba. Con la ayuda de Carlos, un miembro de Los 7 que fue abandonado por ellos en Cuba y al que Kane perdona la vida, acceden a la finca venezolana que sirve de refugio a los últimos hermanos vivos, donde se produce el desenlace de la historia. Al final del juego, Kane puede escoger entre dos destinos: escapar de la selva venezolana y la guerra con su hija Jenny, condenando a Lynch y a sus hombres a una muerte segura; o intentar rescatar a sus hombres, solamente para ver como su hija es herida de gravedad en el proceso. Mientras él y Lynch están escapando en un bote, Kane intenta decirle al cuerpo inerte de su hija que le escribió una carta inacabada y cómo lamenta el no haber podido enviársela antes.

### Lynch
James Seth Lynch, mejor conocido solo como Lynch, es un paranoico - esquizofrénico que recurre a la automedicación para no volverse agresivo.
Fue acusado de haber matado brutalmente a su esposa Anna durante uno de sus ataques de pánico, y sentenciado a muerte por esto. Lynch pudo haber sido el culpable de la muerte de su esposa o inculpado por la misma, pero ni la historia ni sus propias palabras revelan con claridad que fue lo que pasó. 
Cuando estos ataques se presentan, Lynch pierde el control y se queda en blanco. Cuando recupera la conciencia solo recuerda lo que ocurrió antes de su ataque.
A lo largo del juego su condición mental lo lleva a reacciones violentas, y debido a una de estas asesina a la hija del Sr. Retomoto, arruinando así la negociación entre Kane y el último.
Lynch tenía un trato con los 7, el cual consistía en que si lo dejaban salir de la cárcel, él los informaría de cualquier movimiento que hiciera Kane, y cuando finalmente lo ejecutaran, el tomaría su lugar en la organización. Los 7 acaban traicionando a Lynch, y éste busca venganza, uniéndose a Kane para eliminarlos y para ayudarlo a rescatar a su hija Jenny.

### Jenny
La hija de Kane, que abandonó después de la muerte de su hermano Timothy Marcus, actual razón para odiarlo durante 14 años. 
Cuando Kane y Lynch escaparon de prisión por la ayuda de Los 7, estos ya habían secuestrado a la hija y esposa del primero, a quien hacen una propuesta: Si entrega el dinero que "robó" le devolverán a su hija y esposa sin ningún daño, sin embargo él tendrá que morir de todos modos. Kane acepta y trata de conseguirlo con la ayuda de Lynch, pero fracasa, y después de que esto lo supieran Los 7, deciden matar a Jenny y a su madre para castigar a Kane, pero solo logran matar a su esposa y Kane evita que maten a su hija. Jenny huye, pero Los 7 la encuentran y le hacen creer que su padre es un traidor. Influenciada por lo que todos le habían dicho, se entrega al control de Los 7. En la secuela del juego (Kane & Lynch 2: Dog Days) es revelado que Jenny sobrevivió a sus heridas y se encuentra alejada de su padre.

## Película
Luego del lanzamiento del juego se anunció la producción de una película basada en el mismo y titulada simplemente como Kane & Lynch. Esta sería realizada por los estudios Lionsgate, protagonizada por Bruce Willis como Kane y Jamie Foxx como Lynch, y dirigida por F. Gary Gray. Sin embargo, desde entonces no hubo mayores noticias del proyecto, el cual se considera actualmente en un "estado de limbo"; o como se dice en la jerga norteamericana, se encuentra en un "Development hell".